# Frederik II van Mecklenburg-Schwerin
Frederik II van Mecklenburg-Schwerin bijgenaamd 'De Vrome' (Schwerin, 9 november 1717 - Ludwigslust, 24 april 1785) was hertog van Mecklenburg-Schwerin van 1756 tot aan zijn dood in 1785. 
Frederik was de zoon van hertog Christiaan Lodewijk II van Mecklenburg-Schwerin en diens vrouw Gustava Carolina, dochter van Adolf Frederik II van Mecklenburg-Strelitz. Na de dood van zijn vader nam hij op 30 mei 1756 de regering van het hertogdom op zich. 
Kort na zijn aantreden wordt zijn land de Zevenjarige Oorlog ingezogen. De zich in zijn hertogdom bevindende Pruisische troepen ronselen uit de bevolking soldaten voor de oorlog, deels met geweld. De bezwaren van Frederik bij de Pruisische koning Frederik de Grote halen niets uit. Daarop sloot Frederik -die zich in het defensief gedwongen voelde- in maart 1757 een bondgenootschap met Zweden en Frankrijk, de tegenstanders van Pruisen. Hij verleende de Zweden vrije doorgang door Mecklenburg, waardoor het onderdeel werd van het strijdtoneel. Frederik moest in de zomer van 1762 vluchten voor de Pruisische troepen en vertrok naar Lübeck. Na afloop van de oorlog werd Mecklenburg gedwongen aan Pruisen hoge herstelbetalingen te doen. De stad Rostock weigerde dit, waarop hertog Frederik als strafmaatregel delen van de Universiteit van Rostock overplaatste naar Bützow. Het conflict tussen de hertogen en de stad werden pas in 1789, na zijn dood, bijgelegd. 
Frederik was een overtuigd aanhanger van het piëtisme en werd als milde, zuinige en rechtvaardige heerser beschreven. Hij bevorderde het onderwijs, de textielindustrie en schafte lijfstraffen af. 
In 1764 verplaatste hij zijn residentie van Schwerin naar Ludwigslust en begon met de bouw van het barokke Slot Ludwigslust, waar van 1772 tot 1776 aan werd gebouwd. 
Op 2 maart 1746 was hij getrouwd met Louise Frederike (Stuttgart 3 februari 1722 - Hamburg 2 augustus 1791), dochter van erfprins Frederik Lodewijk van Württemberg. Dit huwelijk bleef kinderloos zodat de neef van Frederik, Frederik Frans I van Mecklenburg-Schwerin na zijn dood hertog werd. 
Frederik werd met zijn vrouw bijgezet in de hofkerk te Ludwigslust.

## Voorouders
| Kwartierstaat van Frederik II van Mecklenburg-Schwerin | Kwartierstaat van Frederik II van Mecklenburg-Schwerin                                                              | Kwartierstaat van Frederik II van Mecklenburg-Schwerin                                                              | Kwartierstaat van Frederik II van Mecklenburg-Schwerin                                                              | Kwartierstaat van Frederik II van Mecklenburg-Schwerin                                                              | Kwartierstaat van Frederik II van Mecklenburg-Schwerin                                                              | Kwartierstaat van Frederik II van Mecklenburg-Schwerin                                                              | Kwartierstaat van Frederik II van Mecklenburg-Schwerin                                                              | Kwartierstaat van Frederik II van Mecklenburg-Schwerin                                                              |
| ------------------------------------------------------ | --- | --- | --- | --- | --- | --- | --- | --- |
| Overgrootouders                                        | Adolf Frederik I van Mecklenburg-Schwerin (1588-1658) ∞ Maria Catharina van Brunswijk-Dannenberg (1616-1665)        | Adolf Frederik I van Mecklenburg-Schwerin (1588-1658) ∞ Maria Catharina van Brunswijk-Dannenberg (1616-1665)        | Willem Christoffel van Hessen-Homburg-Bingenheim (1625-1681) ∞ ophia Eleonora van Hessen-Darmstadt (1634-1663)      | Willem Christoffel van Hessen-Homburg-Bingenheim (1625-1681) ∞ ophia Eleonora van Hessen-Darmstadt (1634-1663)      | Adolf Frederik I van Mecklenburg-Schwerin 1588-1658) ∞ Maria Catharina van Brunswijk-Dannenberg (1616-1665)         | Adolf Frederik I van Mecklenburg-Schwerin 1588-1658) ∞ Maria Catharina van Brunswijk-Dannenberg (1616-1665)         | Gustaaf Adolf van Mecklenburg-Güstrow (1633–1695) ∞ Magdalena Sibylla van Sleeswijk-Holstein-Gottorp (1631-1719)    | Gustaaf Adolf van Mecklenburg-Güstrow (1633–1695) ∞ Magdalena Sibylla van Sleeswijk-Holstein-Gottorp (1631-1719)    |
| Grootouders                                            | Frederik van Mecklenburg-Schwerin (1638-1688) ∞ Christina Wilhelmina van Hessen-Homburg-Bingenheim (1653-1728)      | Frederik van Mecklenburg-Schwerin (1638-1688) ∞ Christina Wilhelmina van Hessen-Homburg-Bingenheim (1653-1728)      | Frederik van Mecklenburg-Schwerin (1638-1688) ∞ Christina Wilhelmina van Hessen-Homburg-Bingenheim (1653-1728)      | Frederik van Mecklenburg-Schwerin (1638-1688) ∞ Christina Wilhelmina van Hessen-Homburg-Bingenheim (1653-1728)      | Adolf Frederik II van Mecklenburg-Strelitz (1658-1708) ∞ Maria van Mecklenburg-Güstrow (1659-1701)                  | Adolf Frederik II van Mecklenburg-Strelitz (1658-1708) ∞ Maria van Mecklenburg-Güstrow (1659-1701)                  | Adolf Frederik II van Mecklenburg-Strelitz (1658-1708) ∞ Maria van Mecklenburg-Güstrow (1659-1701)                  | Adolf Frederik II van Mecklenburg-Strelitz (1658-1708) ∞ Maria van Mecklenburg-Güstrow (1659-1701)                  |
| Ouders                                                 | Christiaan Lodewijk II van Mecklenburg-Schwerin (1683-1756) ∞ Gustava Carolina van Mecklenburg-Strelitz (1694-1748) | Christiaan Lodewijk II van Mecklenburg-Schwerin (1683-1756) ∞ Gustava Carolina van Mecklenburg-Strelitz (1694-1748) | Christiaan Lodewijk II van Mecklenburg-Schwerin (1683-1756) ∞ Gustava Carolina van Mecklenburg-Strelitz (1694-1748) | Christiaan Lodewijk II van Mecklenburg-Schwerin (1683-1756) ∞ Gustava Carolina van Mecklenburg-Strelitz (1694-1748) | Christiaan Lodewijk II van Mecklenburg-Schwerin (1683-1756) ∞ Gustava Carolina van Mecklenburg-Strelitz (1694-1748) | Christiaan Lodewijk II van Mecklenburg-Schwerin (1683-1756) ∞ Gustava Carolina van Mecklenburg-Strelitz (1694-1748) | Christiaan Lodewijk II van Mecklenburg-Schwerin (1683-1756) ∞ Gustava Carolina van Mecklenburg-Strelitz (1694-1748) | Christiaan Lodewijk II van Mecklenburg-Schwerin (1683-1756) ∞ Gustava Carolina van Mecklenburg-Strelitz (1694-1748) |
| Frederik II van Mecklenburg-Schwerin (1717-1785)       | | | | | | | | |